# 小行星6247
小行星6247（6247 Amanogawa）是一颗绕太阳运转的小行星，为主小行星带小行星。该小行星于1990年11月21日发现。

## 轨道参数
小行星6247的轨道半长轴为2.3942586 UA，离心率为0.056。